# Kult (gra fabularna)
Kult to gra fabularna (inaczej RPG) stworzona w 1991 roku w Szwecji. Wniosła w świat gier fabularnych nowe pojęcie horroru, koncentrując się na personalnym odczuwaniu strachu. Bogaty świat oraz fascynująca kosmologia przysporzyły mu wielu fanów na całym świecie, a wiele postaci opisanych w systemie było inspiracją dla twórców Świata Mroku.